# Lilla Ullfjärden
Lilla Ullfjärden är en sjö i Håbo kommun och Upplands-Bro kommun i Uppland och ingår i Norrströms huvudavrinningsområde. Sjön är 52 meter djup, har en yta på 1,88 kvadratkilometer och är belägen 0,1 meter över havet. Lilla Ullfjärden ligger i Ekillaåsen Natura 2000-område. Vid provfiske har en stor mängd fiskarter fångats, bland annat abborre, asp, björkna och gers. Lilla Ullfjärden är även ett landskapsskyddsområde som omfattar en Mälarvik med sällsynta arter exempelvis kräftdjur och alger som har levt kvar sedan den senaste istiden, så kallade istidsrelikter.

## Delavrinningsområde
Lilla Ullfjärden ingår i det delavrinningsområde (660913-159795) som SMHI kallar för Mynnar i Lilla Ullfjärden. Medelhöjden är 28 meter över havet och ytan är 8,51 kvadratkilometer. Det finns inga avrinningsområden uppströms utan avrinningsområdet är högsta punkten. Vattendraget som avvattnar avrinningsområdet har biflödesordning 5, vilket innebär att vattnet flödar genom totalt 5 vattendrag innan det når havet efter 96 kilometer. Avrinningsområdet består mestadels av skog (61 procent). Avrinningsområdet har 1,87 kvadratkilometer vattenytor vilket ger det en sjöprocent på 22 procent. Bebyggelsen i området täcker en yta av 0,97 kvadratkilometer eller 11 procent av avrinningsområdet.

## Fisk
Vid provfiske har följande fisk fångats i sjön:
- Abborre
- Asp
- Björkna
- Gärs
- Karpfisk obestämd
- Löja
- Mört
- Nissöga
- Nors
- Siklöja